# Pelophylax kl. grafi
Pelophylax kl. grafi é um híbrido de P. perezi × P. ridibundus, conhecido pelo nome comum de rã-híbrida-de-graf, resultado de um processo de hibridogénese entre as espécies P. perezi e P. ridibundus, frequente nas regiões onde as áreas de distribuição natural das espécies parentais são coincidentes em torno da região pirenaica da França e Espanha. O klepton tem como habitat natural as zonas húmidas das regiões de baixa e média altitude. 

## Descrição
Ocorre em rios, rios intermitentes, pântanos, lagos de água doce, lagos intermitentes de água doce, marismas de água doce, marismas intermitentes de água doce, terras aráveis, pastagens e florestas secundárias altamente degradadas.
Está ameaçada por perda de habitat.